# Dario Piana
Dario Piana (* 1955 in Mailand) ist ein italienischer Filmregisseur und Drehbuchautor.

## Leben
Nach seiner Schulzeit besuchte Piana die Accademia di Belle Arti di Brera in seiner Geburtsstadt. Von 1972 bis 1978 wirkte er als Comiczeichner, dann war er von 1980 bis 1983 bei der Werbeagentur J. Walter Thompson beschäftigt. Als freier Regisseur für Werbeproduktionen sammelte er Erfahrungen vielfältiger Art in rund 450 Produktionen, bei denen er auch mit herausragenden Ausstattern und Kostümbildnern zusammenarbeiten konnte. Zahlreiche Preise der Werbebranche wurden seinen Arbeiten zuerkannt.
1988 drehte er mit dem Spielfilm Sotto il vestito niente 2, der Fortsetzung des Erfolges von Carlo Vanzina, sein Spielfilmdebüt. Nach Fernseharbeiten als Drehbuchautor folgte erst 2006 ein weiterer Kinofilm, der in den Vereinigten Staaten produzierte Horrorfilm The Deaths of Ian Stone. Nach wie vor ist Piana jedoch als Werberegisseur einer der gefragtesten Spezialisten seiner Branche.
Piana ist nicht mit dem gleichnamigen DJ und Musikjournalisten zu verwechseln.

## Filmografie
- 1988: Too Beautiful To Die (Sotto il vestito niente 2)
- 2006: The Deaths of Ian Stone (The Deaths of Ian Stone)
- 2010: Lost Boys: The Thirst